# Ibrahim Tankary
 (avril 2024).
Si vous disposez d'ouvrages ou d'articles de référence ou si vous connaissez des sites web de qualité traitant du thème abordé ici, merci de compléter l'article en donnant les références utiles à sa vérifiabilité et en les liant à la section « Notes et références ».
Ibrahim Tankary (24 mars 1972) est un  footballeur originaire du Niger.

## Club de jeunes
- 1982-1990 : Liberté FC de Niamey  Niger

## Carrière professionnelle
- 1990-1991 : Rail Club du Kadiogo  Burkina Faso (Div 1)
- 1991-1992 : Rail Club du Kadiogo  Burkina Faso (Div 1)
- 1992-1993 : Rail Club du Kadiogo  Burkina Faso (Div 1)
- 1993-novembre 1994 : Rail Club du Kadiogo  Burkina Faso (Div 1)
- novembre 1994-1995 : Union Sportive des Forces Armées  Burkina Faso (Div 1)
- 1995-1996 : EF Ouagadougou  Burkina Faso (Div1)
- 1996-mai 1997 : EF Ouagadougou  Burkina Faso (Div 1)
- octobre 1997–1998 : AC Hemptinne-Eghezée  Belgique (Div 3)
- juin 1998-juillet 1998 : Sporting de Charleroi  Belgique (Div 1)
- juillet 1998-1999 : R Entente Sambrevilloise Belgique (Div 4)
- 1999-2000 : AFC Tubize  Belgique (Div 4)
- 2000–2001 : KFC Lommel SK  Belgique (Div 2)
- 2001–2002 : KFC Lommel SK  Belgique (Div 1)
- 2002–2003 : KFC Lommel SK  Belgique (Div 1)
- 2003–2004 : FCM Brussels  Belgique (Div 1)
- 2004–2005 : SV Zulte Waregem  Belgique (Div 2)
- 2005– 2006 : Saint-Trond VV  Belgique (Div 1)
- 2006–janv 2007 : Royale Union Saint-Gilloise  Belgique (Div 2)
- janv. 2007–2007 : Verbroedering Geel  Belgique (Div 3)
- 2007–janv 2008 : St Mirren  Écosse (Div 1)
- janv 2008-2008 : Londerzeel SK  Belgique (Div 3)
- 2008-2009 : RUS Albert Schaerbeek  Belgique (1re provinciale Brabant)
- 2009-2010 : FC Walcourt  Belgique (3e provinciale Namur)
- 2010-2011 : FC Walcourt  Belgique (3e provinciale Namur)